# روبرت دبليو. ماتسون جونيور
روبرت دبليو. ماتسون جونيور (بالإنجليزية: Robert W. Mattson, Jr.)‏ هو محامي أمريكي، ولد في 31 مايو 1948 في فيرجينيا في الولايات المتحدة.